# Kijewo Królewskie (gmina)
Kijewo Królewskie est une gmina rurale du powiat de Chełmno, Couïavie-Poméranie, dans le centre-nord de la Pologne. Son siège est le village de Kijewo Królewskie, qui se situe environ 11 km au sud de Chełmno, 30 km au nord-ouest de Toruń, et 35 km au nord-est de Bydgoszcz.
La gmina couvre une superficie de 72,19 km2 pour une population de 4 294 habitants.

## Géographie
La gmina est bordée par la ville de Chełmno et les gminy de Chełmno, Chełmża, Łubianka, Papowo Biskupie, Stolno et Unisław.